# Wegmann & Co.

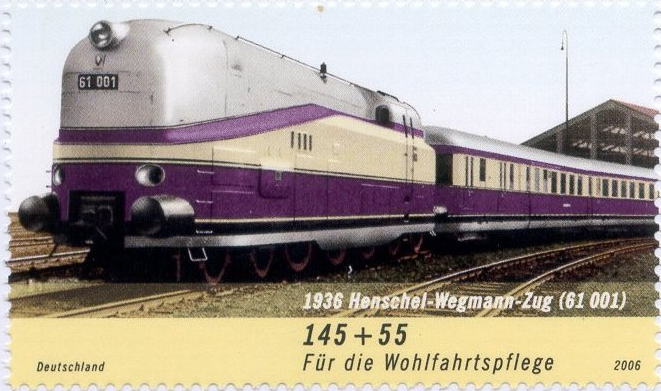
Frimärksmotiv med lok från Wegmann

Wegmann & Co. var ett företag i Kassel i Tyskland som bland annat tillverkade delar till lok och andra sorters järnvägsfordon. Bolaget grundades 1882 och var från början inriktad mot järnvägsindustrin. I slutet av första världskriget fick företaget i uppdrag att tillverka Tysklands första stridsvagnar, K-Wagen. Även under andra världskriget ställdes produktionen om till att tillverka pansarfordon.
Efter kriget återgick bolaget till att tillverka järnvägsvagnar och spårvagnar samtidigt som en del av produktionen fortsatte vara inriktad mot försvarsindustrin. Bolaget utvecklade bland annat stridsvagnarna Leopard 1 och Leopard 2.
År 1999 fusionerades bolaget med försvarstillverkaren Krauss Maffei och bildade Krauss-Maffei Wegmann.